# Енанціорніс
Енанціорніс (Enantiornis) — вимерлий птах родини Gobipterygidae, підкласу енанціорносових (Enantiornithes), що мешкав в пізній крейді близько 70 млн років тому. Відомо один вид — E. leali. Інші види з Азії, що раніше поміщалися в цей рід, були виведені з його складу. Колишній Enantiornis martini тепер належить до роду Incolornis, а колишній Enantiornis walkeri тимчасово переміщений в рід Explorornis.
Його добре розвинений плечовий пояс і елементи крила говорять про непогані льотні здібності, проте мав зубастий дзьоб. Энанціорніс не має близької подібності з іншими крейдяними і навіть кайнозойськими птахами. Викопні залишки відомі з Аргентини і Узбекистану, де в 1986 році палеонтолог Л. Несов знайшов численні скелети энанціорнісів.
Він є одними з найбільших енанціорнісових птахів виявлені на сьогоднішній день, з довжиною за життя близько одного метра (без урахування хвоста) і його екологічна ніша нагадувала сучасних грифів або орлів.